# ГЕС Нам-У 4
ГЕС Нам-У 4 – гідроелектростанція, що споруджується у північному-західній частині Лаосу. Знаходячись між ГЕС Нам-У 5 (вище по течії) та ГЕС Нам-У 3, входить до складу каскаду на річці Нам-У, великій лівій притоці Меконгу (впадає до Південно-Китайського моря на узбережжі В'єтнаму). 
В межах проекту річку вище від впадіння правої притоки Nam Phak перекриють бетонною греблею висотою 52 метри, яка утримуватиме витягнуте по долині річки на 45 км водосховище з площею поверхні 9,4 км2 та об'ємом 124 млн м3. У ньому відбуватиметься коливання рівня поверхні в операційному режимі між позначками 384 та 386 метрів НРМ, чому відповідатиме корисний об'єм 16 млн м3. Такий незначний діапазон дозволятиме здійснювати регулювання лише в добовому режимі, тоді як накопичення ресурсу відбуватиметься у трьох верхніх водосховищах каскаду (станції 5, 6 та 7). 
Основне обладнання ГЕС становитимуть три бульбові турбіни потужністю по 44 МВт, які повинні виробляти 0,5 млрд кВт-год електроенергії на рік.
Роботи за проектом почались у 2016 році, а введення станції в експлуатацію заплановане на 2020-й. Каскад споруджує спільне підприємство китайської Synohydro (85%) та місцевої державної Electricite Du Laos (15%). За умовами угоди, після 29 років експлуатації китайський інвестор передасть об'єкт у повну власність Лаосу.